# Liv Assmann
Liv Assmann (* 6. Mai 1973 in Bonn) ist eine deutsche politische Beamtin (SPD). Seit 2024 ist sie Staatsrätin und Bevollmächtigte der Freien und Hansestadt Hamburg beim Bund, der Europäischen Union und für auswärtige Angelegenheiten.

## Leben
Assmann legte 1992 das Abitur am Clara-Schumann-Gymnasium in Bonn ab. Anschließend studierte sie Geschichte, Politikwissenschaft und Volkswirtschaftslehre an der Freien Universität Berlin. Sie schloss das Studium 2002 mit dem Magister artium ab. Von 2002 bis 2004 war sie Wissenschaftliche Mitarbeiterin im Deutschen Bundestag. Daraufhin war sie von 2004 bis 2006 als Referentin in der Unternehmenskommunikation der Konzernrepräsentanz von Vodafone in Berlin tätig. Von 2006 bis 2009 war sie Büroleiterin des Bundesgeschäftsführers und Referentin im Büro des Generalsekretärs beim SPD-Parteivorstand. Anschließend war sie von 2010 bis 2014 Referatsleiterin in der Vertretung des Landes Rheinland-Pfalz beim Bund und bei der Europäischen Union. Von 2014 bis 2017 leitete sie die Bund-Länder-Koordinierungsstelle der SPD-Bundestagsfraktion. Von 2018 bis 2023 war sie Referatsleiterin für Grundsatzangelegenheiten der Kinder- und Jugendpolitik sowie der Digitalisierung im Bundesministerium für Familie, Senioren, Frauen und Jugend. Von 2023 bis 2024 leitete sie die Dienststelle der Vertretung der Freien und Hansestadt Hamburg beim Bund.
Zum 1. Mai 2024 wurde Assmann als Nachfolgerin von Almut Möller Staatsrätin und Bevollmächtigte der Freien und Hansestadt Hamburg beim Bund, der Europäischen Union und für auswärtige Angelegenheiten.
Assmann ist Mitglied der SPD.